# Vittaria latissima
Vittaria latissima är en kantbräkenväxtart som beskrevs av Georg Hans Emmo Wolfgang Hieronymus. Vittaria latissima ingår i släktet Vittaria och familjen Pteridaceae. Inga underarter finns listade.